# Birmanie aux Jeux olympiques d'été de 2016
La Birmanie participe aux Jeux olympiques d'été de 2016 à Rio de Janeiro, au Brésil. Il s'agit de sa 17e participation aux Jeux olympiques d'été.

## Athlétisme

### Homme

#### Course
| Athlètes  | Compétitions | Série          | Série | Demi-finales | Demi-finales | Finale  | Finale  |
| Athlètes  | Compétitions | Temps          | Rang  | Temps        | Rang         | Temps   | Rang    |
| --------- | ------------ | -------------- | ----- | ------------ | ------------ | ------- | ------- |
| San Naing | 5 000 mètres | 15 min 51 s 05 | 24e   | NC           | NC           | Éliminé | Éliminé |

### Femme

#### Course
| Athlètes           | Compétitions | Série         | Série | Demi-finales | Demi-finales | Finale   | Finale   |
| Athlètes           | Compétitions | Temps         | Rang  | Temps        | Rang         | Temps    | Rang     |
| ------------------ | ------------ | ------------- | ----- | ------------ | ------------ | -------- | -------- |
| Swe Li Myint Myint | 800 mètres   | 2 min 16 s 98 | 8e    | Éliminée     | Éliminée     | Éliminée | Éliminée |

## Tir à l'arc
| Athlète     | Compétition | Tour préliminaire | Tour préliminaire | 1er tour              | 2e tour                   | 3e tour                    | Quarts de finale | Demi-finales     | Match pour la médaille de bronze | Match pour la médaille de bronze | Finale           | Finale |
| Athlète     | Compétition | Score             | Rang              | Adversaire Score      | Adversaire Score          | Adversaire Score           | Adversaire Score | Adversaire Score | Adversaire Score                 | Rang                             | Adversaire Score | Rang   |
| ----------- | ----------- | ----------------- | ----------------- | --------------------- | ------------------------- | -------------------------- | ---------------- | ---------------- | -------------------------------- | -------------------------------- | ---------------- | ------ |
| San Yu Htwe | Individuel  | 608               | 51e               | Bat Taru Kuoppa 7 - 3 | Bat Mackenzie Brown 7 - 3 | Battue par Ki Bo-bae 0 - 6 | non qualifiée    | non qualifiée    | non qualifiée                    | non qualifiée                    | non qualifiée    | 9e     |